# Noise gate
 (septembre 2024).
Si vous disposez d'ouvrages ou d'articles de référence ou si vous connaissez des sites web de qualité traitant du thème abordé ici, merci de compléter l'article en donnant les références utiles à sa vérifiabilité et en les liant à la section « Notes et références ».

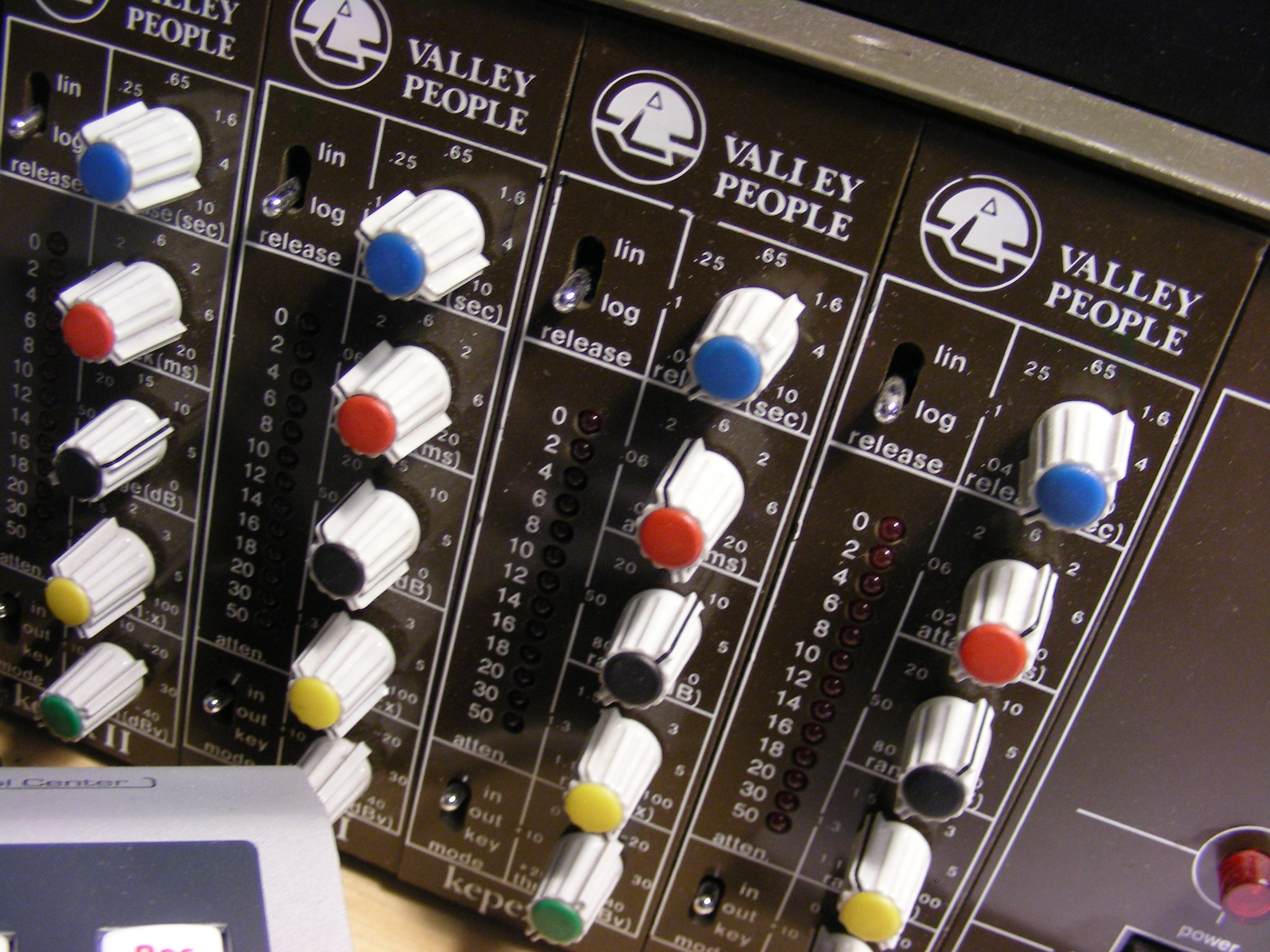
Des noise gates sur une console de mixage.

Un noise gate (littéralement porte à bruits) est un effet de traitement sonore dont le but est d'empêcher les sons parasites du signal entrant de passer à travers un circuit audio, dans le but d'obtenir un son le moins parasité possible en sortie. Son utilisation la plus typique est de le régler pour couper tout signal ne dépassant pas un certain volume. Il peut être utilisé pour éviter d'enregistrer ou d'amplifier les petits bruits de fond sur scène ou en studio : prise de respiration, petits chocs et mouvements, etc.

## Fonctionnement

Fonctionnement d'un noise gate.

Quand le volume du signal sonore reçu est inférieur à un certain volume ou n'entre pas dans la plage de fréquences définie, le noise gate ne laisse passer aucun signal, éliminant ainsi les faibles sons parasites des pistes instrumentales qui peuvent s'additionner et s'entendre lors du mixage final. Quand le signal sonore est supérieur au seuil ou entre dans la plage de fréquences autorisée, aucun traitement n'est appliqué.
Des temps d'attaque et de relâchement (« attack » et « release ») sont utilisés pour moduler la sensibilité du gate : l'attaque définit le temps minimal durant lequel l'amplitude du signal traité doit rester supérieure au seuil fixé avant que le gate ne se déclenche (et laisse passer le signal). Le temps de relâchement règle la durée minimale durant laquelle le signal doit rester sous le seuil pour que le gate s'arrête (et coupe le signal).
Ces réglages sont très importants. Un temps d'attaque trop court (au minimum la latence de l'électronique de l'appareil) laisserait passer les bruits courts et forts (par exemple les craquements d'un vinyle). Une absence de temps de relâchement « tronquerait » les notes en coupant la fin des résonances, ce qui serait musicalement très déplaisant, en particulier sur les instruments « percussifs » (piano, guitare...).

## Application
Le noise gate trouve son intérêt dans une configuration qui ne laisse passer qu'une certaine partie du signal sonore, en dessous ou au-dessus d'un certain volume sonore ou dans une plage de fréquences définies. Il est aussi utile pour réduire le phénomène de souffle que l'on rencontre avec les applications sonores électroniques.

### Travail sur le volume d'entrée
Le noise gate est souvent utilisé pour supprimer les bruits parasites d'une guitare électrique, d'une voix ou d'un autre instrument lors des passages où celui-ci n'est pas joué. En effet, les guitares électriques émettent un grésillement continu — surtout lorsqu'on leur applique un effet de distorsion — trop faible pour être perçu pendant que l'instrument est joué, mais audible dans les passages à vide. D'une manière générale, toute prise de son effectuée grâce à des microphones génère des bruits de fond que l'ingénieur du son peut souhaiter faire disparaitre.

### Travail sur la fréquence d'entrée
Lorsque l'on travaille sur une plage de fréquence resserrée, son application la plus courante consiste à retravailler l'enveloppe sonore des percussions, comme celui des toms d'une batterie, de manière à rendre le son plus agressif d'une part et d'autre part à masquer le son des autres instruments passant dans les micros. Ce type de traitement permet à chaque tom d'occuper une part bien définie du spectre sonore : ils se détachent ainsi mieux les uns des autres à l'écoute.

## Supports

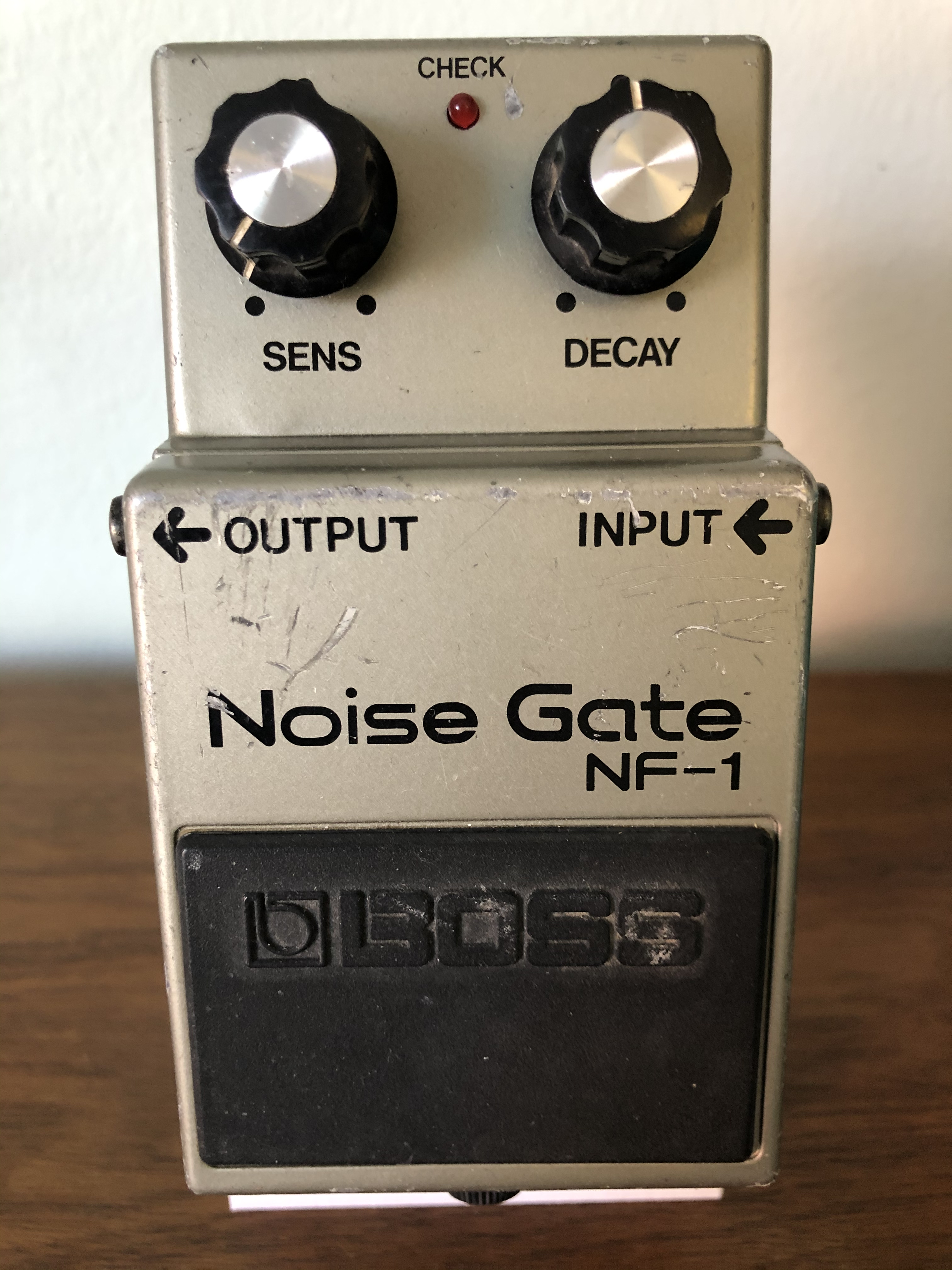
Une pédale d'effet (Boss NF-1) de noise gate.

Le noise gate se trouve en rack, sous forme d'appareil analogique ou numérique de haute qualité utilisé en studio ou en sonorisation. On le trouve également intégré à des appareils faisant intervenir d'autre traitements sonores : c'est notamment le cas dans des appareils multi-effets. Le noise gate se trouve aussi sous forme de pédale d'effet pour instrument, ou encore sous forme numérique dans des logiciels de traitement sonore.